# Elvin G. Nimrod

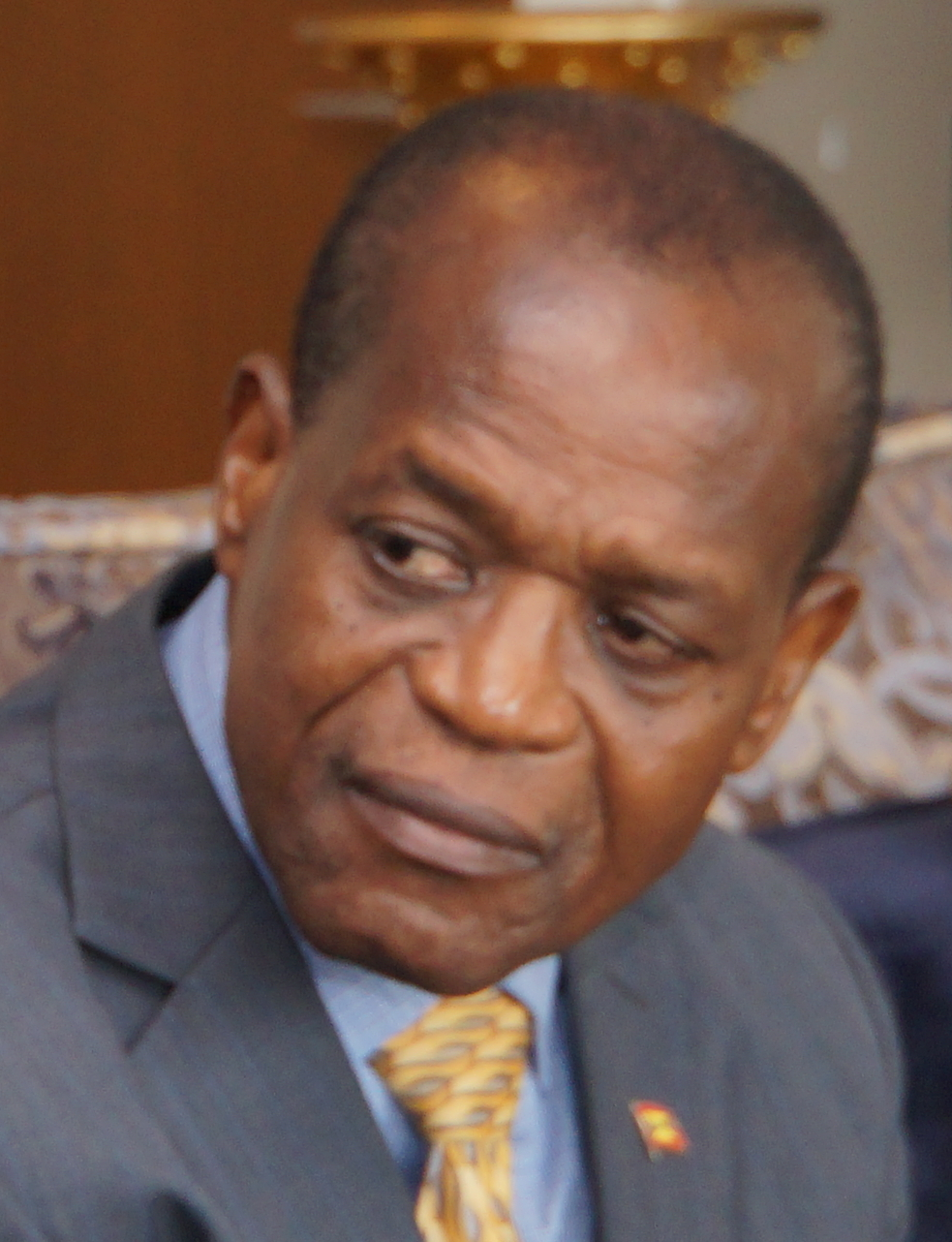
Elvin Nimrod, 2017

Elvin G. Nimrod (* 27. August 1943 in Carriacou) ist ein grenadischer Politiker.
The Hon. Elvin G. Nimrod war Außenminister von 2000 bis 2008 und zuständig für Auslandsangelegenheiten, Internationalen Handel, Carriacou- und Petit-Martinique-Angelegenheiten und Justiz. Zudem war er Attorney General von Grenada. Von Juli 2016 bis März 2018 war er erneut Außenminister.

## Biografie
Nimrod besuchte die staatliche Hillsbourough-Grundschule und im Anschluss die „Grenada Boys' Secondary School“.
Er unterrichtete drei Jahre lang an der „Mount Pleasant Government School“ in Carriacou. Ende der 60er Jahre wanderte er in die Vereinigten Staaten aus, wo er seine akademische Ausbildung am Brooklyn College fortsetzte und zum Bachelor of Science der Politikwissenschaften graduierte. Es folgte ein Studium der Kriminalwissenschaft am John Jay College of Criminal Justice, das er mit dem Master of Arts abschloss und im Anschluss ein juristisches Aufbaustudium am New York Law School zur Erlangung der Doktorwürde.
Im Anschluss praktizierte er zunächst privat und dann für einige Jahre in der Brooklyner Anwaltskanzlei „Nimrod and Tucker“. 1993 wurde er an das Supreme Court von Grenada berufen.

## Politische Ämter und Funktionen
Sein aktives politisches Engagement begann 1995 und im Januar 1999 wurde er parlamentarischer Abgeordneter der New National Party (NNP) für den Wahlkreis Carriacou und Petit Martinique. Im Februar wurde er Minister mit den Verantwortungsbereichen Rechtsangelegenheiten, Arbeit, lokalbehördliche Verwaltungsangelegenheiten sowie Carriacou- und Petit Martinique-Angelegenheiten.
Im August 2000 wurde Elvin G. Nimrod Außenminister. Später kam der Bereich Internationaler Handel, seit März 2003 auch die Funktion des Attorney Generals von Grenada hinzu.